# Ilirizam
Ilirizam ili Ilirski pokret je naziv za književni, kulturni i društvenopolitički pokret u Hrvatskoj i Slavoniji u drugoj polovini tridesetih i četrdesetim godinama 19. veka. Koristi se i za označavanje književnoistorijskog razdoblja u Hrvatskoj i Slavoniji od 1835. do 1850. godine.
Naziv je istorijski i izveden od imena starosedelaca Balkana – Ilira. U doba formiranja modernih nacija, ilirsko ime je izabrano kao zamena za pojam jugoslovenstvo, i time se izbeglo nametanje postojećih etnonima, a u ime sloge i nacionalne tolerancije.

## Društveno-istorijske prilike
Na početku 19. veka Hrvatska je svedena na zemlju između Save i Drave posle Napoleonovih osvajanja južnijih krajeva koje je uklopio u Ilirske provincije. Nakon pada Napoleona zauzela ih je Austrija, ali ih je sjedinila sa Hrvatskom tek 1828. godine. Iz Beča se direktno upravljalo Dalmacijom sve do sloma Austrije 1918. godine.
Političku vlast u Hrvatskoj je imalo plemstvo sa visokim sveštenstvom. Hrvatska je bila feudalna zemlja sve do 1848. godine, sa najvećim delom seljaštva u feudalnoj zavisnosti. Službeni jezik je bio latinski. Njime je plemstvo govorilo i pisalo. Građanstvo je govorilo većinom nemački.
Posle smrti Jozefa II, mađarska vladajuća klasa zahtevala je da se na celom teritoriju Ugarske, u koju je spadala i Hrvatska, kao službeni uvede mađarski umesto latinskog. Pored toga, Mađari su zahtevali da se mađarski jezik uvede kao nastavni u škole. Hrvatskoj je pretila mađarizacija. Godine 1790. Hrvatski sabor donosi odluku o uvođenju mađarskog jezika u hrvatske škole kao neobaveznog predmeta. Bio je to početak sve očitije mađarizacije. Godine 1805. odlukom Sabora u Požunu mađarski jezik postaje službeni jezik, a 1827. on postaje obaveznim nastavnim predmetom.
Hrvatsko plemstvo je branilo latinski jezik kao službeni, braneći time svoje društvene položaje. No početkom tridesetih godina pojedina reprezentativna tela u Hrvatskoj, pa i Hrvatski sabor, bila su spremna da prihvate mađarske planove.
U takvim društveno-istorijskim okolnostima u drugoj polovini tridesetih i četrdesetim godinama 19. veka javlja se kulturno-književni i političko-socijalni pokret pod imenom ilirizam. Kao početak uzima se 1818. godina kada se pojavio oglas za osnivanje lista "Oglasnik ilirski".

## Nastanak i razvoj ilirizma
Pod pritiskom Ugarske i mađarizacije tridesetih godina 19. veka kod Hrvata se javlja književni, kulturni i društveno-politički pokret koji se naziva ilirizam, ilirski pokret, i hrvatski narodni preporod. Glavni nosilac pokreta je borbeno građanstvo, klasa koja se formirala unutar feudalne Austrije krajem 18. i prvom polovinom 19. veka u Hrvatskoj.
Glavne vođe su bili Ljudevit Gaj i grof Janko Drašković. Gaj je okupio oko sebe mlade i obrazovane ljude. Bili su uglavnom dvadesetogodišnjaci – Stanko Vraz, Dimitrija Demeter, Ivan Mažuranić, Ljudevit Vukotinović, Dragutin Rakovac, Antun Nemčić, Fran Kurelac, Pavao Štos, Ivan Derkos, Josip Kundek, Antun Vakanović, Antun Mihanović; nešto stariji je bio Antun Mažuranić. Ilirci su imali minimalistički i maksimalistički program; prvo – odbranu nacionalne nezavisnosti i očuvanje državne celokupnosti, a zatim – oslobođenje i ujedinjenje sa ostalim Slovenima; najpre na Balkanu, a zatim, na širem slovenskom planu (s tom je svrhom Gaj putovao u Rusiju 1840). Taj je program sprovođen pod štitom kulturno-prosvetiteljske akcije čije se najintenzivnije trajanje može staviti u period između 1835. i 1848. godine. Pokret se razvio u užoj Hrvatskoj. Srbi i Slovenci su ostali po strani. Ilircima su pored ideja francuske revolucije, i ideje o sveslovenstvu, uzori bili Dositej i Vuk. Pokret je zvanično zabranjen 1843. godine.
Predstavnici ilirizma su se u svom radu ugledali na starije hrvatske pisce koji su pisali o slovenstvu, jugoslovenstvu ili hrvatstvu. Pored toga, naročito su tadašnji češki kulturni radnici Josef Pavel Šafarik i Jan Kolar bili uzor ilircima. Predstavnici ilirizma su prihvatili ideju Jana Kolara, češkog književnika, o slovenskoj uzajamnosti. Prema tom učenju svi su Sloveni jedan narod, s četiri narečja – ruskim, češkim, poljskim i ilirskim. Kolar je Ilirima označavao južne Slovene. Dakle, hrvatski ilirci su hteli da uvedu jedno ime za sve južne Slovene – ilirsko, verujući, pogrešno, da su svi oni potomci starih Ilira. To su nameravali da ostvare u prvom redu pomoću književnosti. Ilirci su se zalagali da se svi južni Sloveni ujedine u jednom književnom jeziku, štokavskom narečju, na kome su pisali pisci Dubrovnika, na kome su ispevane najlepše narodne pesme, za koje se tada borio Vuk Stefanović Karadžić. Zalagali su se da svi južni Sloveni na zajedničkom književnom jeziku i pravopisu stvore jedinstvenu književnost, uz jedinstven narodni osećaj.
Pored književnog, ilirizam je imao i društveno i političko obeležje. Njegovi predstavnici su bili nefeudalci i odbacivali su latinski jezik, jezik povlašćenih klasa, a primat davali dotad prezrenom narodnom jeziku. Na političkom planu pokret je predstavljao protivtežu mađarskim nastojanjima za prevlašću. Nastojali su da svojim radom i delovanjem unesu u hrvatski narod veru u njegovu veličinu kao dela jugoslovenstva i slovenstva. Videći dotrajalost feudalnog uređenja uz pokret su pristajali i neki od plemića.
Mađarski vlastodršci su nastojali da slome ilirski pokret. Primenjivali su policijski pritisak, progone, zatvor, oštru cenzuru. U Beču su prikazivali pokret kao buntovnički. Pod pritiskom deo hrvatskog plemstva, radi svojih klasnih privilegija, otvoreno staje na stranu Mađara pa se odvija sukob između iliraca i mađarofila. Godine 1843. vlasti su zabranile upotrebu ilirskog imena. Zbog oštre cenzure u Zagrebu, ilirci pokreću list "Branislav" u Beogradu 1844. godine.
Pokret je uspeo da se u svim hrvatskim sredinama prihvati jezički standard zasnovan na novoštokavskim govorima, da se ustanove početne pravopisne i gramatičke norme, da se odbaci kajkavski književni jezik. Pokret je uspeo učvrstiti nacionalnu svest Hrvata, razviti književnost na novim osnovama, pa se zato radije govori o hrvatskom narodnom preporodu. Tim se pojmom, hrvatski narodni preporod, obeležava i književnoistorijsko razdoblje između 1836. (uvođenje štokavskog jezičkog standarda i u severozapadnu Hrvatsku, «Danica Ilirska») i 1850. godine kao prvi period veće epohe u kojoj književnost nastupa prvenstveno u funkciji konstituiranja moderne hrvatske nacije.

## Književnost narodnog preporoda
Pored ilirizma za označavanje književnoistorijskog razdoblja koristi se i opisni naziv narodni preporod. Književnost tog razdoblja odlikovala se izrazito nacionalnom funkcijom. Književnost je bila u funkciji konstituisanja moderne hrvatske nacije. Pokret je uspeo okupiti veći deo hrvatske inteligencije, i pozivajući se na književnu tradiciju Dubrovnika i Dalmacije, usmenu književnost na štokavskom, prihvatio štokavsko narečje za osnovu hrvatskog jezičkog standarda.
Pokretač ilirizma bio je Ljudevit Gaj, književnik, političar (zastupnik u Hrvatskom Saboru), vođa hrvatskog narodnog preporoda. Gaj je pokrenuo izlaženje lista "Novine ilirske" s nedeljnim književnim prilogom "Danica horvatska, slavonska i dalmatinska" (od 1836. godine "Danica ilirska"). Godine 1835, tačnije 5. decembra te godine, objavio je proglas o napuštanju kajkavskog jezika i starog pravopisa i o prihvatanju štokavštine i novog pravopisa. U skladu s tim i njegov list je štampan novim pravopisom i štokavskim narečjem.
Ilirci su širili poznavanje stare književnosti Dubrovnika i Dalmacije, u skladu sa romantičarskim nazorima ukazivali su na lepotu srpskih narodnih pesama; isticali su kao primer književnike tadašnjih najrazvijenijih slovenskih književnosti, ruske i poljske, Puškina i Mickjeviča.
Razvijajući se u vremenu izrazitih društveno-političkih suprotnosti, književnost ilirizma imala je izrazito borbeni karakter. Ona je htela da bude umetnički izraz onih klasa koje su činile većinu naroda (seljaštvo, deo malograđanstva, plemstvo bez imetka), a koje su bile bez vlasti i siromašne. Odatle je ta književnost bila borbena i tendenciozna. Otuda je u njoj najvažnija književna vrsta bila lirika, patriotska i ljubavna, a tek iza toga drama i novela. Književnici ilirizma su svoj književnički poziv shvatili kao narodni i politički zadatak. Otuda je ta književnost ostala izvan glavnog toka romantičarskih stilskih kompleksa zapadnoevropske književnosti. Iako se razvijala u doba romantizma u njoj nije primarno izražavanje lirskog subjekta, izražavanje individualnosti, sentimentalnosti i misticizma karakterističnih za italijansku, francusku, nemačku književnost.
Najznačajniji književnici ilirizma su Ivan Mažuranić, Stanko Vraz i Petar Preradović. Pored njih ističu s i Dimitrije Demeter, Antun Nemčić, Ante Kuzmanić, Andrija Torkvat Brlić, Vjekoslav Babukić...
Razvija pesništvo apela s nacionalnim sadržajima, epske oblike (Demeter, Grobničko polje; Mažuranić, Smrt Smail-age Čengića), zatim liriku sa isprepletanjem patriotskih i intimnih motiva (Vraz, Đulabije; Preradović) beleži početke novije hrvatske drame (Kukuljević, Juran i Sofija; Demeter, Teuta), pojavljuju se prve novele (Vukotinović, Kukuljević, Demeter) i putopisi (Nemčić, Putositnice; M.Mažuranić, Pogled u Bosnu).
Književnici ilirizma su izdavali prvi književni časopis, pokrenuli nove književne edicije: zbornik "Kolo" (od 1842), almanah "Iskru" (1845), organizovali književna društva (Matica ilirska, 1842) pozorišne predstave, započeli rad na drami, kritici, feljtonu, noveli, romanu. Izdavali su stare dubrovačke pisce (Gundulić), narodne pesme i dr.
Ilirci nisu uspeli da ujedine sve Slovene pod jednim imenom, ali su uspeli da ujedine štokavske katolike preko jednog (štokavskog) književnog jezika i pravopisa.

## Ljudevit Gaj i srpski jezik
Pojedini srpski intelektualci su smatrali da je Ljudevit Gaj samo prisvojio standard srpskog jezika koji je ustanovio Vuk Karadžić, radi postizanja političkih ciljeva ujedinjenja svih južnoslovenskih katolika oko Zagreba.
I pojedine tvrdnje Ljudevita Gaja idu tome u prilog:
Kako da se prepiremo što je kod Srbljah narodno, što li nije, kod Srbljah, u kojih od oltara do čobana ništa biti ne može što ne bi narodno bilo: kod Srbljah, od kojih mi jezik u svojoj mudrosti i u svom bogatstvu, i običaje u svojoj izvrsnosti i svojoj čistoći učiti moramo ako hoćemo da ilirski život obnovimo: kod Srbljah koji su u svetinji svoga srpstva onaj narodni duh i ono rodoljubstvo uzdržali, koji smo i mi u novije doba, radi sloge, pod prostranim imenom ilirstva novim životom uskrsnuli: kod Srbljah, koji su nama od starine sve sačuvali, a kojim mi malo ali sasvim ništa glede samoga narodnoga dati ne možemo?
Vuk Karadžić je smatrao da je jedino čakavsko narečje hrvatski jezik, a srpskim jezikom on naziva štokavske govore, što su smatrali i brojni svetski stručnjaci - filolozi, slavisti poput Jerneja Kopitara, Pavla Šafarika i drugih. Oni su smatrali da je čitavo štokavsko narečje srpski jezik, čakavsko narečje pravi hrvatski, a kajkavsko narečje deo slovenačkog jezika.
U Vukovoj studiji Srbi svi i svuda, između ostalog, navodi se da Srbi žive u Dalmaciji, Srbiji, Vojvodini, Crnoj Gori, Bosni, Hercegovini, Lici, Slavoniji, Makedoniji, Baranji, Dubrovniku i Kosmetu. Takođe se kaže da Srba ima i u Istri i Trstu.
Jedan od najglasnijih u tvrdnji da je Ljudevit Gaj prisvojio srpski jezik, zarad političkih ciljeva, bio je srpski pesnik Jovan Dučić. Dučić u svom radu Jugoslovenska Ideologija smatra da je: Ilirizam hteo da Hrvati, prisvajajući sebi za književni jezik onaj kojim su dotle pisali samo Srbi, pomoću zajednice jezične nametnu onim drugim svoj duh hrvatsko-katoličko-austrijski. Hrvatski kajkavski jezik na kome se razvijala hrvatska književnost sve do Ljudevita Gaja, nije održavao dovoljnu vezu ni među samim Hrvatima, pošto su čakavske oblasti od Istre na Hrvatskom Primorju do Senja i do nekih ostrva, bile bliže Srbima nego Hrvatima. Jugoslavizam je zato u prvom momentu imao da se najpre brani od Srba u tim oblastima, a tek zatim da pređe u napad.
Takođe su dubrovačku književnost mnogi smatrali prirodnim i sastavnim delom srpske književnosti, kako po jeziku, tako i po većini tema kojom se bavila. Hrvatski istoričar profesor opšte istorije na zagrebačkom univerzitetu, Natko Nodilo, pisao je:
U Dubrovniku, ako ne od početka a ono od pamtivijeka, govorilo se srpski, govorilo kako od pučana tako od vlastele; kako kod kuće tako u javnom životu. Jeste istina da su zapisnici raznih vijeća vodili latinski, a prilika je takođe da pod knezovima mletačkim, njih radi, na vijećima se ponešto raspravljalo i mletačkim i kojekakvim govorom. Nego u općini od Mletaka oslobođenoj, srpski je raspravni jezik.
Dučić je o tome mislio da kako je i cela dubrovačka književnost pisana na srpskoj štokavštini, isto onakvoj na kakvoj su pisane i Vukove srpske pesme, usvajanje srpskog književnog jezika, značilo bi i anektirati Dubrovnik za Hrvatsku, a ne ostaviti ga Srbima.
Pavle Solarić je u Mlecima (Venecija) 1810. izdao knjigu Vićentija Rakića Predislovije Besjedniku Iliričesko-italijanskom.

## Literatura
- Antun Barac, Jugoslavenska književnost, Matica hrvatska, Zagreb, 1959.
- Antun Barac, Hrvatska književnost, I – Književnost ilirizma, JAZU, Zagreb, 1954.
- Milorad Živančević – Ivo Frangeš; Povijest hrvatske književnosti, knj. 4 – Ilirizam i realizam, Liber-Mladost, Zagreb, 1978.
- Михајловић, Јевстатије (1843). Іллѵри и Србльи или Прегледъ народности старосѣдіоца Іллѵрика и имена, писмена и начина писаня данашньи Србаля. Нови Сад.
- Суботић, Јован (1839). „Неке мысли о союзу кньижевном Славена на югу и тога союза имену”. Новый Сербскіи Лѣтописъ. 13 (48): 93—124.